# Webster (Texas)
Webster és una població dels Estats Units a l'estat de Texas. Segons el cens del 2000 tenia 9.083 habitants.

## Demografia
Segons el cens del 2000, Webster tenia 9.083 habitants, 4.114 habitatges, i 1.970 famílies. La densitat de població era de 529,8 habitants per km².
Dels 4.114 habitatges en un 24,6% hi vivien nens de menys de 18 anys, en un 32,7% hi vivien parelles casades, en un 10,1% dones solteres, i en un 52,1% no eren unitats familiars. En el 40,6% dels habitatges hi vivien persones soles el 2,1% de les quals corresponia a persones de 65 anys o més que vivien soles. El nombre mitjà de persones vivint en cada habitatge era de 2,14 i el nombre mitjà de persones que vivien en cada família era de 2,97.
Per edats la població es repartia de la següent manera: un 20,9% tenia menys de 18 anys, un 15% entre 18 i 24, un 43,5% entre 25 i 44, un 15,4% de 45 a 60 i un 5,1% 65 anys o més.
L'edat mediana era de 29 anys. Per cada 100 dones de 18 o més anys hi havia 107,3 homes.
La renda mediana per habitatge era de 42.385 $ i la renda mediana per família de 43.495 $. Els homes tenien una renda mediana de 35.346 $ mentre que les dones 29.808 $. La renda per capita de la població era de 21.964 $. Aproximadament el 12,5% de les famílies i el 13,2% de la població estaven per davall del llindar de pobresa.

## Poblacions més properes
El següent diagrama mostra les poblacions més properes.